# Coeligena violifer
El inca gorgimorado, también llamado colibrí verde castaño, inca boliviano o inca de garganta violeta (Coeligena violifer) es una especie de ave apodiforme de la familia Trochilidae (los colibríes) perteneciente al numeroso género Coeligena. Algunos autores sostienen que se divide en múltiples especies. Es nativo de regiones andinas del centro oeste de América del Sur.

## Distribución y hábitat
Se distribuye a lo largo de la pendiente oriental de la cordillera de los Andes desde el norte de Perú hasta el centro oeste de Bolivia, con una población residual en la pendiente occidental en el departamento de Lima, Perú.
El hábitat preferencial de esta especie son los bordes y claros de bosques nubosos y bosques pigmeos, algunas veces en crecimientos secundarios, en altitudes entre 1300 y 3700 m, más común entre 2800 y 3300 m.

## Sistemática

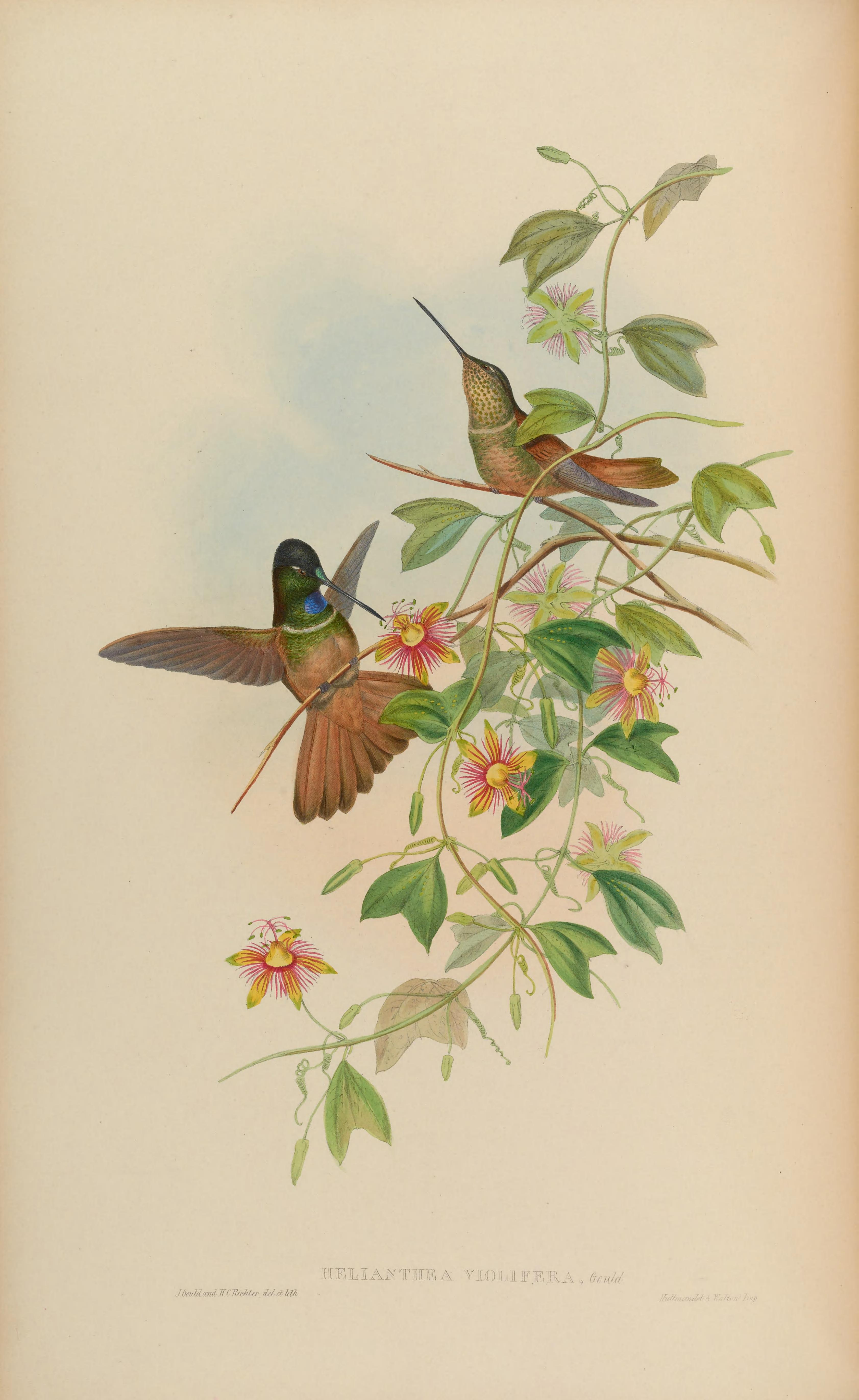
Helianthea violifera, sinónimo de Coeligena violfer, ilustración de Gould y Richter en A monograph of the Trochilidae, or family of humming-birds 4, 1861.

### Descripción original
La especie C. violifer fue descrita por primera vez por el ornitólogo británico John Gould en 1846 bajo el nombre científico Trochilus violifer; su localidad tipo es: «Sandillani road, Yungas, Bolivia».

### Etimología
El nombre genérico femenino «Coeligena» deriva del nombre específico Ornismya coeligena cuyo epíteto proviene del latín moderno «coeligenus» que significa ‘celestial’, ‘nacido en el cielo’; y el nombre de la especie «violifer», se compone de las palabras del latín «viola» que significa ‘color violeta’, y «fer» que significa ‘que lleva’.

### Taxonomía
Las subespecies C. violifer osculans, el inca de Cuzco; C. violifer albicaudata, el inca de Apurímac; y C. violifer dichroura, el inca de Huánuco, son consideradas como especies separadas de la presente especie por las clasificaciones Aves del Mundo (HBW) y Birdlife International (BLI) con base en diferencias de plumaje, pero esto no es seguido por otras clasificaciones.

### Subespecies
Según las clasificaciones del Congreso Ornitológico Internacional (IOC) y Clements Checklist/eBird  se reconocen cuatro subespecies, con su correspondiente distribución geográfica:
- Coeligena violifer dichroura (Taczanowski), 1874 – pendiente oriental de los Andes del norte y centro de Perú (al sur hasta Junín); población residual en el oeste de Perú (Lima).
- Coeligena violifer albicaudata Schuchmann & Züchner, 1997 – cuenca del río Apurímac en el noreste de Ayacucho, norte de Apurímac y suroeste de Cuzco.
- Coeligena violifer osculans (Gould), 1871 – Andes del sureste de Perú (sureste de Urubamba).
- Coeligena violifer violifer (Gould), 1846 – pendiente oriental de los Andes del centro oeste de Bolivia (La Paz hasta el oeste de Santa Cruz).